# Герб Ічнянського району
Герб Ічня́нського райо́ну — офіційний символ Ічнянського району Чернігівської області, затверджений 26 грудня 2003 року 10-ю сесією Ічнянської районної ради XIV скликання.

## Опис
Геральдичний щит має форму чотирикутника з півколом в основі. У золотому полі щита (співвідношення ширини до висоти 9:11) хрест синього кольору з пурпуровою зорею пресвятої Богородиці.
Щит обрамлений золотим декоративним картушем та увінчаний срібною короною.
Герб Ічнянського району є копією міського герба Ічні, затвердженого 26 грудня 2002 р. Абсурдним для районного герба є використання міської мурованої корони — символу міського самоврядування.

## Галерея

Герб міста Ічні 1687 (реконструкція)
Герб міста Ічні 1730 (реконструкція)